# Großer Lychensee
Der Große Lychensee ist der zweitunterste See im Verlauf des Havel-Zuflusses Lychener Gewässer und einer der sieben Seen des Lychener Seenkreuzes im Nordosten Brandenburgs. Der See gehört zur Uckermärkischen Seenlandschaft und liegt im Naturpark Uckermärkische Seen.

## Beschreibung

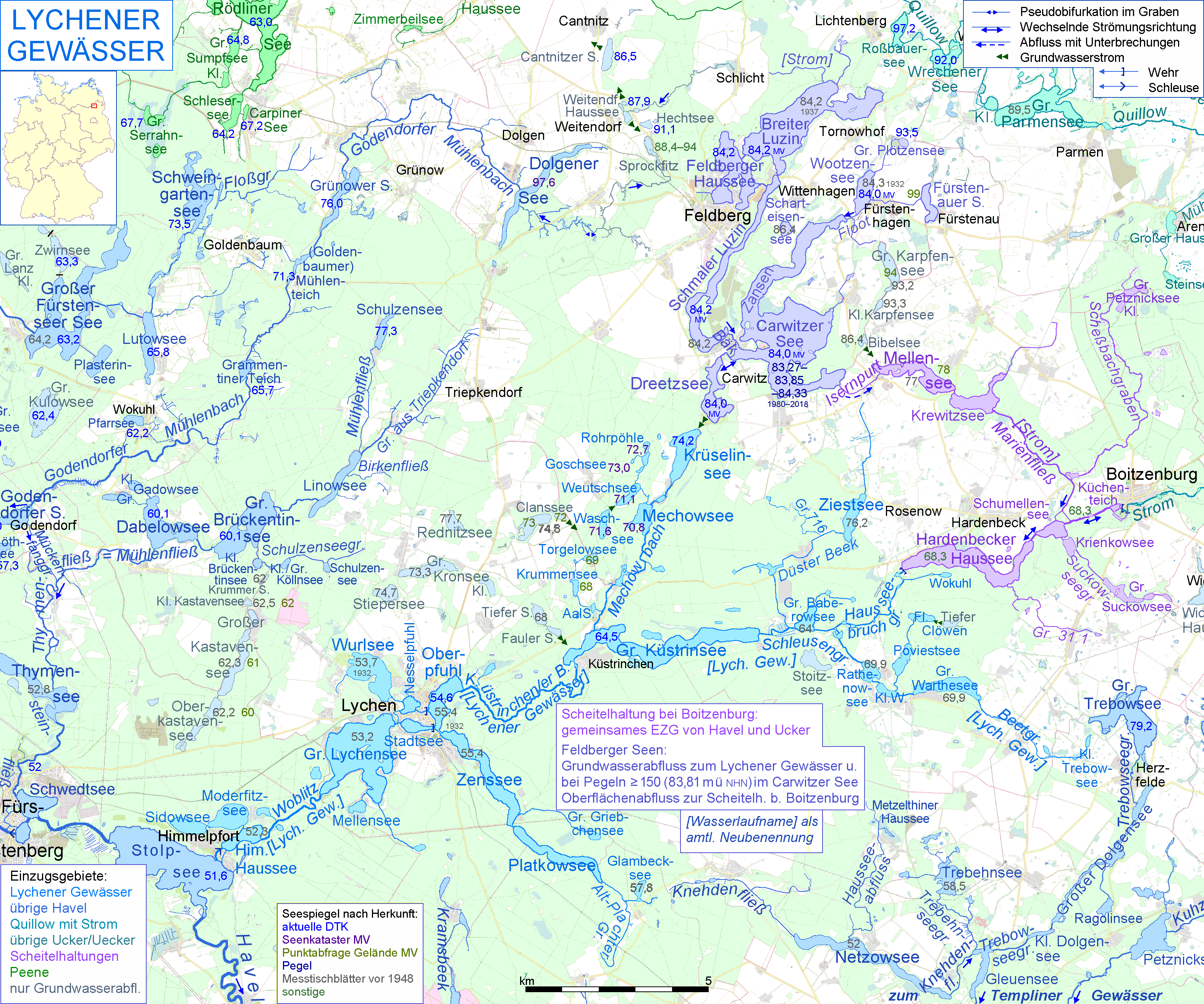
Der Große Lychensee im Lychener Seenkreuz

Das Gewässer ist stark gegliedert und verfügt über mehrere markante Buchten. Das Seeufer ist fast komplett bewaldet. Im See befinden sich drei größere Inseln: Fischers Werder, Langes Werder und Hohes Werder. Der See hat den Badegewässerstatus EG-Badesee. Angeln ist nur mit Angelkarte erlaubt. Die sommerliche Sichttiefe liegt bei 1 bis 1,5 Meter. Im Norden führt die Draisinenstrecke Fürstenberg/Havel nach Lychen an dem See vorbei. Im Stadtgebiet Lychen befindet sich ein Strandbad. 
Der kalkreiche, geschichtete See hat mit 17,568 km² ein relativ großes Einzugsgebiet. Er verfügt über eine Länge von 2,9 Kilometer bei einer Breite bis 2,1 Kilometer. Der See erhält seinen Zufluss im Nordosten vom Lychener Stadtsee, sein Abfluss ist die Woblitz, der unterste Abschnitt des Lychener Gewässers, die ihn über den Himmelpforter Haussee mit der oberen Havel verbindet.
Der Große Lychensee ist Bestandteil der Bundeswasserstraße Lychener Gewässer (LyG) der Wasserstraßenklasse I, einem Seitengewässer der Oberen Havel-Wasserstraße (OHW). Zuständig ist das Wasserstraßen- und Schifffahrtsamt Eberswalde.

## Flora und Fauna
Hauptfischarten sind Aal, Barsch, Hecht, Zander und Schleie. Auf der südlichen Halbinsel finden sich die Waldmeister-Buchenwälder der Himmelpforter Heide.